# Crucifix Corner Cemetery
Crucifix Corner Cemetery is een begraafplaats gelegen in de Franse plaats Villers-Bretonneux (Somme). De militaire graven worden onderhouden door de Commonwealth War Graves Commission.
De begraafplaats telt 608 geïdentificeerde graven waarvan 469 Gemenebest graven uit de Eerste Wereldoorlog en 139 overige graven uit de Eerste Wereldoorlog.